# Vädermodifikation

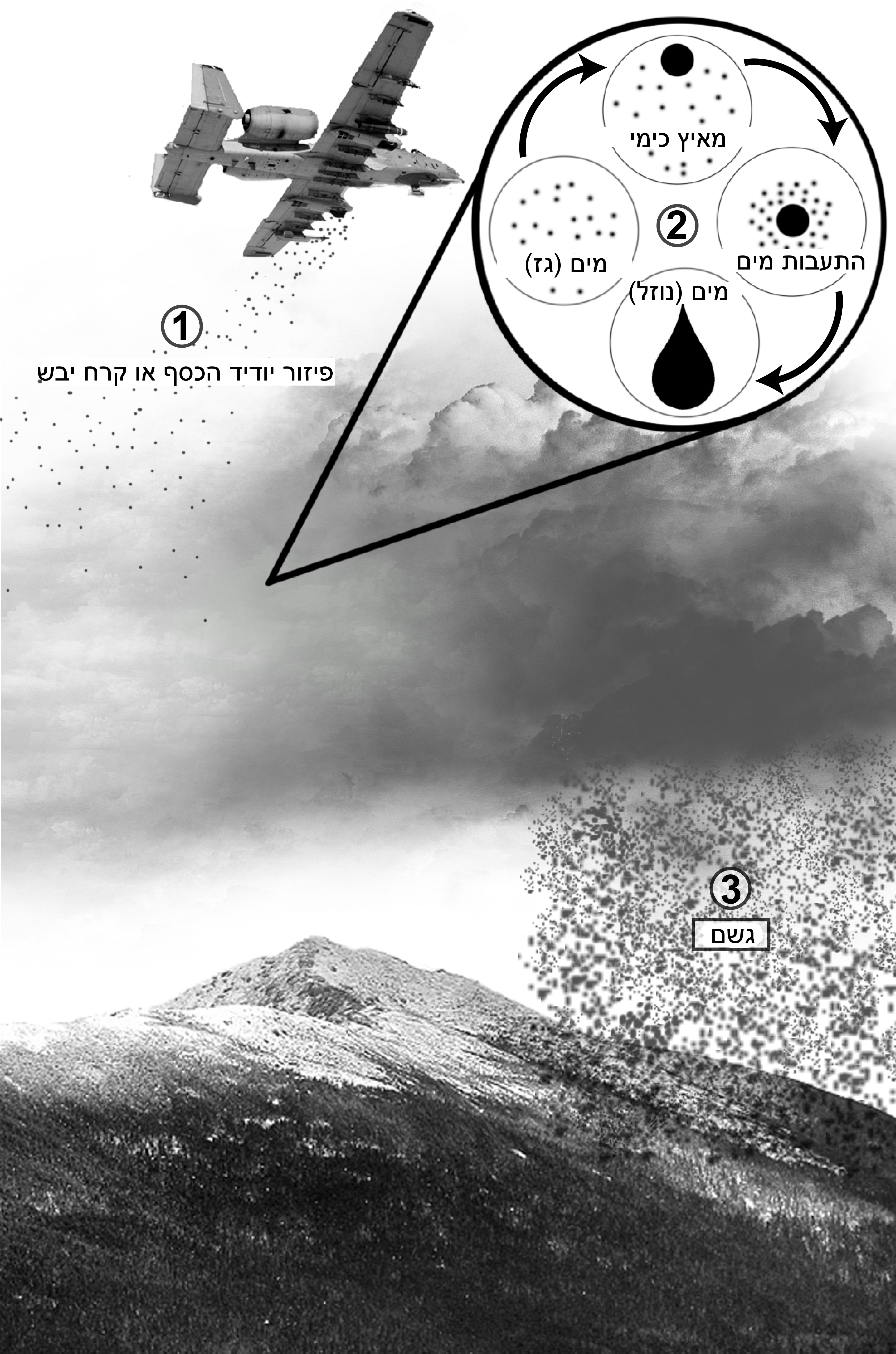
Bild som illustrerar vädermanipulation från luften.
1. Ett flygplan besprutar ett moln.
2. Nederbörd bildas i molnet.
3. Nederbörden faller till marken.

Vädermodifikation eller vädermanipulation är handlingen att avsiktligt manipulera eller förändra vädret. Den vanligaste formen av vädermodifikation är molnsådd att öka mängden regn eller snö, oftast i syfte att öka den lokala vattenförsörjningen. Vädermodifikation kan också ha som mål att förebygga att skadlig väderlek som hagel eller orkaner inträffar; eller att provocera skadligt väder mot fienden, som en taktik för militär eller ekonomisk krigföring. Vädermodifikation i krigföring har förbjudits av FN.

## Metoder
En metod är att bespruta moln från ett flygplan eller från marken med salt, oftast silverjodid, eller kolsyresnö (torris). På så sätt går det att utlösa nederbörd. Däremot går det inte att förutsäga exakt hur mycket nederbörd som genereras vid manipulering. En svårighet är att säkert skilja på resultatet av manipulation och naturliga väderförändringar.

## Försök till vädermodifikation
Det har gjorts många försök att påverka vädret och det pågår en del forskning, men eftersom det ofta är dyrt är det främst mindre projekt.
Under 1840-talet undersökte den amerikanske meteorologen James P Espy hur hettan från skogsbränder kunde bilda eller förstärka regnmoln genom att avsiktligt anlägga skogsbränder. Han blev kritiserad och parodierad för försöken.
I syfte att undvika regn under invigningsceremonin vid Olympiska sommarspelen 2008 i Peking skickades tusentals raketer upp från olika platser i staden i samarbete med kinesiska myndigheter. Målet var att få regn att falla i förtid runt Peking. Kinesiska forskare har även arbetat fram en metod som fördröjer regn genom att regndroppar förminskas, men den metoden användes troligtvis inte vid OS 2008.